# Hugo von Hofmannsthal
Hugo von Hofmannsthal (n. 1 februarie 1874, Viena, Austro-Ungaria – d. 15 iulie 1929, Rodaun⁠(d), Viena, Republica Austriacă) a fost un dramaturg, libretist, poet, narator și eseist austriac. Rămâne un reprezentant de marcă al modernității vieneze, alături de Arthur Schnitzler, Karl Kraus, Robert Musil, etc.

## Viața
Hofmannsthal s-a născut la Viena, pe Landstraße, provenind dintr-o mamă austriacă aparținând clasei aristocrate și dintr-un tată bancher austro-italian. Străbunicul său, Isaak Löw Hofmann, Edler von Hofmannsthal, de la care familia a moștenit titlul nobiliar "Edler von Hofmannsthal", era un negustor evreu înnobilat de împăratul Austriei. 
Hofmannsthal a început să scrie poeme și piese de teatru la o vârstă precoce. L-a întâlnit pe poetul Stefan George la 17 ani și și-a publicat câteva poeme în ziarul lui George, Blätter für die Kunst (Foi de artă). A urmat studii de drept, iar apoi filologia la Viena, dar, după absolvirea universității, în 1901, a decis să se consacre până la urmă scrisului. Alături de Peter Altenberg și Arthur Schnitzler, a fost membru al grupării de avangardă Tânăra Vienă (Jung Wien).
În 1900, Hofmannsthal îl întâlnește pentru prima oară pe compozitorul Richard Strauss. Mai târziu el va compune mai multe librete pentru operele sale, printre care Electra (1909), Cavalerul rozelor (1911), Ariana din Naxos (1912, revizuită în 1916), Femeia fără umbră (1919), Elena egipteană (1927) și Arabella (1933).
În 1901, se căsătorește cu Gertrud (Gerty) Schlesinger, fiica unui bancher vienez. Gerty, care era evreică, se convertește la creștinism înaintea căsătoriei. Se stabilesc la Rodaun, nu departe de Viena, și au trei copii împreună.
În 1912 adaptează piesa de moravuri din secolul XV, Everyman ca Jedermann (Fiecare), pe care Jean Sibelius (alături de alții) va scrie melodia de acompaniament. Piesa va fi ulterior incorportă Festivalului de la Salzburg.
În timpul Primului Război Mondial, Hofmannsthal a ocupat un post guvernamental. A redactat discursuri și articole în favoarea efortului de război, subliniind tradiția culturală a Austrio-Ungariei. Sfârșitul războiului va suna clopotul bătrânei monarhii habsburgice, ceea ce va reprezenta o grea lovitură în sentimentele patriotice și conservatoare ale lui Hofmannsthal cu a cărei cicatrice va rămâne pentru restul vieții.
Și totuși anii care vor urma războiului au fost foarte productivi pentru Hofmannsthal; și-a continuat proiectele literare de mai înainte, aproape fără pauză. În 1920, Hofmannsthal, împreună cu Max Reinhardt, creează Festivalul de la Salzburg. Ultimele sale piese dovedesc un interes crescând pentru tematici religioase, în principal dintr-o perspectivă romano-catolică. Printre scrierile sale se află și un scenariu pentru versiunea cinematografică a piesei Der Rosenkavalier (Cavalerul rozelor, 1925) în regia lui Robert Wiene.
Pe 13 iulie 1929, fiul său Franz se sinucide. Două zile mai târziu, Hofmannsthal moare și el în urma unui atac de cord la Rodaun (acum parte din Liesing, suburbie a Vienei).

## Gândirea
Pe 18 octombrie 1902 Hofmannsthal publică o scrisoare fictivă în cotidianul berlinez Der Tag (Ziua), intitulat simplu "Ein Brief" ("O Scisoare"). Se presupunea că era vorba de o scrisoare redactată în 1603 de Philip, Lord Chandos către Francis Bacon. Chandos Spunea că a încetat să mai scrie pentru că își "pierduse complet capacitatea de a gândi sau a vorbi despre ceva coerent"; renunțase la posibilitatea limbajului de a descrie lumea. Această scrisoare reflectă neîncrederea crescândă și nemulțumirea referitoare la limbă, caracteristice epocii moderne. Mesajul lui Hofmannsthal este de a arăta că personalitatea inconsistentă a lui Chandos nu este doar un semn individual, ci colectiv și actual.
Crescut într-o societate prosperă, cea a tatălui său, bine conectată la viața artistică a vremii, Hofmannsthal va face primii pași în lume, ca și Wittgenstein, în ceea ce Carl Schorske denumea "templul artelor". Această situație prielnică izolării estetice i-a permis lui Hofmannsthal să aibă parte de perspectiva rară a artistului privilegiat, dar l-a și condus să realizeze cum arta a devenit o documentare nivelatoare a umanității, care preia instinctele și dorințele noastre și le îngrădește pentru a le vedea fără a mai avea să le și trăiești direct în natura lor pasională și plină de viață. Datorită acestei constatări, ideea lui Hofmannsthal despre rolul artistului a început să capete conturul unor lucrări care inspiră și aprind instinctul vital, decât să-l conserve sub o formă de estetism searbăd. De asemenea, a început să considere că artistul n-ar trebui să fie un izolat dedicat doar propriei arte, ci mai curând un om al lumii, preocupat atât de artă cât și de politică, scufundat în tumultul vieții sociale al epocii sale.
Hofmannsthal vedea în cultura engleză cel mai bun loc rezervat artistului. Aceasta pentru că englezii îi admiră deopotrivă pe Amiralul Nelson și pe John Milton, amândoi poeți și eroi de război, păstrând în același timp o solidă identitate națională. "În viziunea [lui Hofmannsthal], separarea dintre artist (scriitor) și omul de acțiune (politician, explorator, soldat) nu există în Anglia. Marea Britanie asigură cetățenilor ei o bază comună de energie cu funcții echilibrate, o forță care lipsește fragmentatei Germanii"(Weiss). Această unică și totuși pragmatică identitate l-a captivat în mare măsură pe Hofmannsthal datorită fragmentării Austriei din vremea sa, care cunoștea primele mișcări de naționalism radical și de antisemitism într-o societate în care artiștii și politicienii progresiști deveneau zi de zi din ce în ce mai ostili unii față de alții.

## Opere selectate

### Piese de teatru
- Der Tor und der Tod (Nebunul și moartea) (1891)
- Der Tod des Tizian (Moartea lui Tițian) (1901)
- Elektra (Electra) (1904)
- Ödipus und die Sphinx (Oedipe și Sfinxul) (1906)
- Die Frau im Fenster (Femeia la fereastră) (1909)
- Jedermann (Fiecare) (1911)
- Der Schwierige (Greul) (1921)
- Das Salzburger grosse Welttheater (Marele teatru al lumii din Salzburg) (1922)
- Der Turm (Turnul) (1925)

### Librete de operă
- Elektra (Electra) (1909)
- Der Rosenkavalier (Cavalerul rozelor) (1911)
- Ariadne auf Naxos (Ariana din Naxos) (1912, rev. 1916)
- Die Frau ohne Schatten (Femeia fără umbră) (1919)
- Die ägyptische Helena (Elena egipteană) (1927)
- Arabella (1933)

### Roman (neterminat)
- Andreas oder Die Vereinigten (Andreas sau unită) (1907 - 1927)